# Рівняння Озеєна
У гідродинаміці, рівняння Озеєна описують потік в'язкої і нестисливої рідини при малих чисел Рейнольдса. Ці рівняння були сформулювавані Карлом Вільгельмом Озееном в 1910 році. Потік Озеєна являє собою поліпшений опис потоків, в порівнянні з потоком Стокса з (частковим) включенням конвективного прискорення.
Робота Озеєна базується на експериментах Джорджа Габрієля Стокса, який вивчав падіння сфери у в'язкій рідині. Він розробив корекційні терміни, які включають інерційні фактори, для швидкості потоку, які використовується в розрахунках Стокса, щоб розв'язати проблему, відому як парадокс Стокса.

## Рівняння
Рівняння Озеєна описують рух об'єкта разом з потоком, який має постійну швидкість U, у певній системі відліку:
{\displaystyle {\begin{aligned}-\rho \mathbf {U} \cdot \nabla \mathbf {u} &=-\nabla p\,+\,\mu \nabla ^{2}\mathbf {u} ,\\\nabla \cdot \mathbf {u} &=0,\end{aligned}}}
де
- u — збурення в швидкості потоку, викликані рухомим об'єктом, тобто загальна швидкість потоку в системі відліку, що рухається з об'єктом: –U+u,
- р — тиск,
- ρ — густина рідини,
- μ — динамічна в'язкість,
- ∇ — градієнтний оператор,
- ∇2 — оператор Лапласа.

Граничні умови для потоку Озеєна навколо твердого об'єкта:
{\displaystyle {\begin{aligned}\mathbf {u} &=\mathbf {U} &&{\text{at the object surface}},\\\mathbf {u} &\to 0&&{\text{and}}\quad p\to p_{\infty }\quad {\text{for}}\quad r\to \infty ,\end{aligned}}}
де r — відстань від центру об'єкта і p∞ — тиск, джерело якого знаходиться далеко від об'єкта.

## Поздовжні і поперечні хвилі
Фундаментальна властивість рівнянь Озеєна полягає в тому, що загальний розв'язок можна розділити на поздовжні і поперечні хвилі.
Розв'язок {\displaystyle (\mathbf {u_{L}} ,p')} —  це поздовжня хвиля. Якщо швидкість є невіхровою і, отже, термін в'язкість випадає. Рівняння набувають вигляду
{\displaystyle \mathbf {u_{L}} _{t}+U\mathbf {u_{L}} _{x}+{\frac {1}{\rho }}\nabla p=0,\quad \nabla \cdot \mathbf {u_{L}} =0,\quad \nabla \times \mathbf {u_{L}} =0}
В результаті отримаємо
{\displaystyle \mathbf {u_{L}} =\nabla \phi ,\quad ,\nabla ^{2}\phi =0,\quad p'=p-p_{\infty }=-\rho U\mathbf {u_{L}} }
Швидкість є отриманою з теорії потенціалів, а тиск — лінеаризованого рівняння Бернуллі.
Розв'язок {\displaystyle (\mathbf {u_{T}} ,0)} — це поперечня хвиля, якщо тиск {\displaystyle p'} є тотожний нулю і поле швидкостей є соленоїдальним. Рівняння набувають вигляду
{\displaystyle \mathbf {u_{T}} _{t}+U\mathbf {u_{T}} _{x}=\nu \nabla ^{2}\mathbf {u_{T}} ,\quad \nabla \cdot \mathbf {u_{T}} =0.}
Тоді загальний розв'язок рівняння Озеєна отримується
{\displaystyle \mathbf {u} =\mathbf {u_{L}} +\mathbf {u_{T}} }
з теореми Лемба про розділення. Розділення є єдиним, якщо умови на нескінченності (наприклад, {\displaystyle \mathbf {u} =0,\ p=p_{\infty }}) вказані.
Для деяких потоків Озеєна можна розділяти поперечні хвилі на безвіхрові і обертальні компоненти у вигляді {\displaystyle \mathbf {u_{T}} =\mathbf {u_{1}} +\mathbf {u_{2}} .}. Нехай {\displaystyle \chi } — скалярна функція, яка задовольняє {\displaystyle \chi } і зникає на нескінченності і навпаки, нехай {\displaystyle \mathbf {u_{T}} =(u_{T},v_{T})} така, що {\displaystyle \int _{-\infty }^{\infty }v_{T}dy=0}, тоді поперечні хвилі матимуть вигляд
{\displaystyle \mathbf {u_{T}} =-{\frac {\nu }{U}}\nabla \chi +\chi \mathbf {i} ,\quad \mathbf {u_{1}} =-{\frac {\nu }{U}}\nabla \chi ,\quad \mathbf {u_{2}} =\chi \mathbf {i} .}
де {\displaystyle \chi } визначається з {\displaystyle \chi ={\frac {U}{\nu }}\int _{y}^{\infty }v_{T}dy} та {\displaystyle \mathbf {i} } — одиничний вектор. Ні {\displaystyle \mathbf {u_{1}} } або {\displaystyle \mathbf {u_{2}} } не є поперечними самі по собі, але {\displaystyle \mathbf {u_{1}} +\mathbf {u_{2}} } є поперечними. Тому
{\displaystyle \mathbf {u} =\mathbf {u_{L}} +\mathbf {u_{T}} =\mathbf {u_{L}} +\mathbf {u_{1}} +\mathbf {u_{2}} }
Єдиний компонент обертання тут — {\displaystyle \mathbf {u_{2}} }..

## Важливість
Методика і розробка аналізу потоку при дуже малому числі Рейнольдса є важливою. Повільний рух дрібних часток у рідині пов'язана з біо-інженерією. Потоки Озеєна можуть бути використані з потоками рідини при різних особливих умовах, таких як: вміст частинок, осадження частинок, центрифугування або ультрацентрифугування суспензій, колоїдів і крові через ізоляцію пухлини і антигенів. Флюїд не обов'язково повинен бути рідким, а частинки не обов'язково повинні бути твердими. Це може бути використано в ряді задач, таких як утворення смогу і розпилювання рідин.

## Біо-інженерні задачі
Кровообіг в дрібних судинах, наприклад, в капілярах, характеризується невеликою величиною чисел Рейнольдса і Вомерслея. Для посудини, діаметром 10 µm з швидкістю потоку 1 millimetre/second, в'язкістю крові 0.02 poise, густиною до 1 g/cm3 і частотою серцевих скорочень до 2 Hz, число Рейнольдса матиме величину 0,005, а число Вомерслея — 0.0126. При малих числах Рейнольдса і Вомерслея, ефекти в'язкості рідини стають домінуючими. Розуміння руху цих частинок має важливе значення для доставки ліків і вивчення метастазних рухів ракових клітин.

## Фундаментальний розв'язок
Замкнута форма фундаментального розв'язку для узагальнених нестаціонарних потоків Стокса і Озеєна, пов'язаних з довільними, залежними від часу поступальними і обертальними рухами, була виведена для Ньютонівських та мікрополярних рідин.
Використовуючи рівняння Озеєна, Горацій Лемб отримав покращені вирази для в'язкого обтікання сфери в 1911 році, що дозволило використовувати закон Стокса для більших чисел Рейнольдса. Також Лемб вперше отримав розв'язки для в'язкого обтікання круглого циліндра.
Розв'язок для сингулярної сили {\displaystyle \mathbf {f} } коли немає зовнішніх границь, може бути записаний як
{\displaystyle U\mathbf {u} _{x}+{\frac {1}{\rho }}\nabla p-\nu \nabla ^{2}\mathbf {u} =\mathbf {f} ,\quad \nabla \cdot \mathbf {u} =0}
Якщо {\displaystyle \mathbf {f} =\delta (q,q_{o})\mathbf {a} }, де {\displaystyle \delta (q,q_{o})} — сингулярна сила, сконцентрована в точці {\displaystyle q_{o}}, {\displaystyle q} — довільна точка і {\displaystyle \mathbf {a} } — заданий вектор, який вказує напрямок, куди діє сила, то, через відсутність границь, густина і тиск отримуються з фундаментального тензора {\displaystyle \Gamma (q,q_{o})} і фундаментального вектора {\displaystyle \Pi (q,q_{o})}
{\displaystyle \mathbf {u} (q)=\Gamma (q,q_{o})\mathbf {a} ,\quad p'=p-p_{\infty }=\Pi (q,q_{o})\cdot \mathbf {a} }
Тоді, якщо {\displaystyle \mathbf {f} } — довільна функція простору,  то розв'язок для необмеженої області має вигляд
{\displaystyle \mathbf {u} (q)=\int \Gamma (q,q_{o})\mathbf {f} (q_{o})dq_{o},\quad p'(q)=\int \Pi (q,q_{o})\cdot \mathbf {f} (q_{o})dq_{o}}
де {\displaystyle dq_{o}} — нескінченно мала область навколо точки {\displaystyle q_{o}}.

### Двовимірний простір
Не втрачаючи загальності, {\displaystyle q_{o}=(0,0)} приймається за початок координат і {\displaystyle q=(x,y)}. — якась точка. Тоді фундаментальний тензор і вектор мають вигляди
{\displaystyle \Gamma ={\begin{pmatrix}{\frac {\partial A}{\partial x}}&{\frac {\partial A}{\partial y}}\\{\frac {\partial A}{\partial y}}&-{\frac {\partial A}{\partial x}}\end{pmatrix}}+{\frac {1}{2\pi \nu }}e^{\lambda x}K_{o}(\lambda r){\begin{pmatrix}1&0\\0&0\end{pmatrix}},\quad \Pi ={\frac {\rho }{2\pi }}\nabla (\ln r)}
де
{\displaystyle \lambda ={\frac {U}{2\nu }},\quad r^{2}=x^{2}+y^{2},\quad A=-{\frac {1}{2\pi U}}[\ln r+K_{o}(\lambda r)]}
де {\displaystyle K_{o}(\lambda r)} — модифікована функція Бесселя другого роду нульового порядку.

## Обчислення
Припускаємо, що сфера є стаціонарною і рідина тече зі швидкістю ({\displaystyle U}) на нескінченній відстані від сфери. Інерційні умови нехтуються в обчисленнях Стокса. Це обмежує розв'язок, коли число Рейнольдса прямує до нуля. Коли число Рейнольдса мале і скінченне, наприклад 0.1, потребується корекція інерційних умов. Озеєн наступні значення швидкості потоку в  Рівняннях Нав'є-Стокса.
{\displaystyle u_{1}=u+u_{1}^{'},\qquad u_{2}=u_{2}',\qquad u_{3}=u_{3}'.}
Підставляючи це в рівняння Нав'є-Стокса і нехтуючи квадратичними умовами в першій похідній, отримаємо апроксимацію Озеєна:
{\displaystyle u{\partial u_{1}' \over \partial x_{1}}=-{1 \over \rho }{\partial p \over \partial x_{1}}+\nu \nabla ^{2}u_{i}'\qquad \left({i=1,2,3}\right).}
Оскільки рух є симетричним відносно осі  {\displaystyle x} та дивергенція вектора вихору завжди дорівнює нулю, отримується:
{\displaystyle \left(\nabla ^{2}-{U \over 2v}{\partial  \over \partial x}\right)\chi =G(x)=0}
Функція {\displaystyle G(x)} може бути усунута, додаючи відповідну функцію вихору в {\displaystyle x} і тому попередню функцію можна записати у вигляді:
{\displaystyle {U \over v}{\partial u' \over \partial x}=\nabla ^{2}u'}
і інтегрування розв'язку для {\displaystyle \chi } має вигляд:
{\displaystyle e^{-Ux \over 2v}\chi ={{Ce^{-URe \over 2v}} \over Re}}
Нехай {\displaystyle x}— "основний напрямок", тоді:
{\displaystyle \varphi ={A_{0} \over Re}+A_{1}{\partial  \over \partial x}{1 \over Re}+A_{2}{\partial ^{2} \over \partial x^{2}}{1 \over Re}+\ldots }
Використовуючи три граничні умови, одержуємо
{\displaystyle C=-{3 \over 2}Ua,\ A_{0}=-{3 \over 2}va,\ A_{1}={1 \over 4}Ua^{3}\ {\text{, etc.}}}
Тоді новий покращений коефіцієнт аеродинамічного опору набуває вигляду:
{\displaystyle C_{d}={12 \over Re}\left(1+{3 \over 8}Re\right)}
Остаточний розв'язок рівняння Нав'є-Стокса базується на апроксимаціях Озеєна, який показує, що результуюча сила опору має вигляд
{\displaystyle F=6\pi \,\mu \,au\left(1+{3 \over 8}Re\right),}
де:
- {\displaystyle Re} —  число Рейнольдса, яке має за основу радіус сфери,{\displaystyle N_{R}=\rho ua/\mu }
- {\displaystyle F} —  гідродинамічна сила
- {\displaystyle u} —  швидкість потоку
- {\displaystyle a} —  радіус сфери
- {\displaystyle \mu \,}— в'язкість рідини

Сила опору з рівняння Озеєна відрізняється від рівняння Стокса на коефіцієнт
{\displaystyle 1+\left({3 \over 8}\right)Re.}

## Похибка у розв'язку Стокса
Рівняння Нав'є-Стокса має вигляд:
{\displaystyle \triangledown u'~=0}
{\displaystyle u\triangledown u'~=-\triangledown p+\nu \triangledown ^{2}u',}
поле швидкостей:
{\displaystyle u_{y}=u\cos \theta \left({1+{a^{3} \over 2r^{3}}-{3a \over 2r}}\right)}
{\displaystyle u_{z}=-u\sin \theta \left({1-{a^{3} \over 4r^{3}}-{3a \over 4r}}\right).}
Якщо {\displaystyle {r \over a}} >> 1, то сила опору в'язкої рідини переважає над останнім доданком. Тобто:
{\displaystyle \triangledown ^{2}u'=O\left({a^{3} \over r^{3}}\right).}
Доданок інерції переважає над доданком:
{\displaystyle u{\partial u' \over \partial z_{1}}\sim O\left({a^{2} \over r^{2}}\right).}
Похибка обчислюється як відношення:
{\displaystyle u{{\partial u' \over \partial z_{1}} \over {\nu \triangledown ^{2}u'}}=O\left({r \over a}\right).}
Вона стає безмежною при {\displaystyle {r \over a}\gg 1}, тому інерція не може бути проігнорована.
Взявши ротор, рівняння Стокса дає {\displaystyle \triangledown ^{2}\zeta \,=0.}
Оскільки тіло є джерелом завихреності, {\displaystyle \zeta \,} стане необмежений логарифмічно для великих {\displaystyle {r \over a}.} Це і називається парадоксом Стокса.

## Розв'язок переміщення сфери в нестисливій рідині
Розглянемо випадок суцільної сфери, що рухається в нерухомій рідини з постійною швидкістю.
Рідина моделюється як нестислива(тобто з постійною густиною), та стаціонарна, що означає, що її швидкість наближається до нуля в міру віддалення від сфери.
Таким чином, ми припускаємо, що сфера радіуса а рухається з постійною швидкістю {\displaystyle {\vec {U}}} у нестисливій рідини, яка спокійна на нескінченності.
Ми будемо працювати в координатах {\displaystyle {\vec {x}}_{m}} які рухаються разом зі сферою з центром координат, що знаходиться в центрі сфери. У нас є:
{\displaystyle {\vec {u}}(\|{{\vec {x}}_{m}}\|=a)={\vec {U}}}
{\displaystyle {\vec {u}}(\|{{\vec {x}}_{m}}\|\rightarrow \infty )\rightarrow 0}
З цими граничними умовами, а також рівнянням руху, час є інваріантним, коли виражається через ці координати {\displaystyle t\rightarrow t+\Delta t} і розв'язок залежить від часу лише тоді, коли перебуває в цих координатах.
Рівняння руху описується рівняннями Нав'є-Стокса, визначене в координатах {\displaystyle {\vec {x}}={\vec {x}}_{m}-{\vec {U}}\cdot t}.
У той час як просторові похідні рівні в обох системах координат, похідна по часу, яка з'являється в рівняннях задовольняє:
{\displaystyle {\frac {\partial {\vec {u}}({\vec {x}},t)}{\partial t}}=\sum _{i}{{\frac {d{x_{m}}_{i}}{dt}}{\frac {\partial {\vec {u}}({\vec {x}}_{m})}{\partial {x_{m}}_{i}}}}=-({\vec {U}}\cdot {\vec {\nabla }}_{m}){\vec {u}}}
де похідна {\displaystyle {\vec {\nabla }}_{m}} перебуває у відношенні з рухомими координати {\displaystyle {\vec {x}}_{m}}.
Апроксимація Озеєна ігнорує нелінійний доданок в {\displaystyle {\vec {u}}}. Таким чином нестискувані рівняння Нав'є-Стокса приймають наступний вигляд:
{\displaystyle ({\vec {U}}\cdot {\vec {\nabla }}){\vec {u}}+\nu \nabla ^{2}{\vec {u}}={\frac {1}{\rho }}{\vec {\nabla }}p}
для рідини, що має густину ρ і кінематичну в'язкість ν = μ/ρ (μ — динамічна в'язкость). р — тиск.
Через рівняння неперервності для нестисливої рідини {\displaystyle {\vec {\nabla }}\cdot {\vec {u}}=0}, розв'язок може бути виражений через векторний потенціал {\displaystyle {\vec {\psi }}}. Виявляється, він повинен бути спрямовано до напрямку {\displaystyle {\vec {\varphi }}} та його величина еквівалентна до функції потоку, що використовується в двовимірних задач. Виходить, що:
{\displaystyle \psi =Ua^{2}\left(-{\frac {a}{4r^{2}}}\sin \theta +3{\frac {1-\cos \theta }{r\sin \theta }}{\frac {1-e^{-{\frac {Rr}{4a}}(1+\cos \theta )}}{R}}\right)}
{\displaystyle {\vec {u}}={\vec {\nabla }}\times (\psi {\hat {\varphi }})={\frac {1}{r\sin \theta }}{\frac {\partial }{\partial \theta }}\left(\psi \sin \theta \right){\hat {r}}-{\frac {1}{r}}{\frac {\partial }{\partial r}}\left(r\psi \right){\hat {\theta }}}
де {\displaystyle R=2aU/\nu } — число Рейнольдса для потоку, близький до сфери.
Зауважимо, що в деяких системах координат {\displaystyle \psi } замінюється на {\displaystyle \Psi =\psi \cdot r\sin \theta }, так що отримання {\displaystyle {\vec {u}}} з {\displaystyle \Psi }  є більш схоже на її виведення з функції потоку в двовимірному випадку (в полярних координатах).

## Модифікації в апроксимаціях Озеєна
Термін корекції був вибраний не випадково, оскільки в системі координат, що рухається зі сферою, рідина, яка знаходиться біля сфери — майже спокійна, і в цій області інерційна сила є незначною і використання рівняння Стокса є цілком виправданим. На великій відстані від сфери, швидкість потоку збігається до u, що робить апроксимації Озеєна більш точними. Але рівняння Озеєна було отримано, застосувуючи рівняння для всього потоку поля. Цю проблему розв'язали Праудманаі Пірсон у 1957 році, які розв'язали рівняння Нав'є-Стокса і покращили розв'язок Стокса в околицях сфери та розв'язок Осеена на нескінченності. Вони мають вигляд:
{\displaystyle F=6\pi \,\mu \,aU\left(1+{3 \over 8}Re+{9 \over 40}N_{R}^{2}\ln Re+{\mathcal {O}}(Re^{2})\right).}